# 11 квітня
11 квітня — 101-й день року (102-й у високосні роки) в григоріанському календарі. До кінця року залишається 264 дні.

## Свята і пам'ятні дні

### Міжнародні
- Міжнародний день визволення в'язнів нацистських концтаборів
- Всесвітній день боротьби з хворобою Паркінсона

### Національні
- Україна: День  Сон-трави
- Ліберія : День Молитви.
- Коста Ріка: День національних героїв.
- Уганда: День Свободи.

### Іменини
✙ Православні: Антипа, Іван.
✝  Католицькі:

## Події
- 1241 — військо угорського короля Бели IV розбите ханом Батиєм
- 1597 — у Варшаві страчено козацького отамана Северина Наливайка.
- 1713 — укладенням Утрехтського миру завершується війна за спадок іспанської корони між Францією з одного боку та морськими державами Великою Британією та Нідерландами, а також Савойєю, Португалією та Прусією — з другого. За цим договором Велика Британія отримує Гібралтар.
- 1814 — за договором Фонтебло припинялося правління Наполеона як імператора французів.
- 1847 — відкрилося засідання першого прусського парламенту (ландтагу)
- 1867 — Росія продала США Аляску та Алеутські острови
- 1894 — Велика Британія оголосила протекторат над Угандою
- 1899 — набрав чинності договір, що закінчив іспансько-американську війну. Іспанія відмовилася від претензій на Кубу, передала Сполученим Штатам Пуерто-Рико, Гуам та Філіппіни.
- 1909 — на викупленій у бедуїнів землі біля Яффи єврейськими переселенцями другої алії засноване місто Тель-Авів.
- 1921 — утворено емірат Трансйорданію у складі Британського мандату в Палестині.
- 1945 — радянською владою заарештовано митрополита Української греко-католицької церкви Йосифа Сліпого, єпископів Никиту Будку, Миколая Чарнецького, Григорія Хомишина та Івана Латишевського, а також ряд католицьких владик. Тривалий час після арешту доля митрополита була невідомою і лише в середині 1946 року оголосили що митрополит звинувачений у «ворожій діяльності проти УРСР, співпраці з німецькими окупантами» за що був засуджений на 8 років ув'язнення. Під тиском репресій греко-католицького духовенства було здійснено «самоліквідацію» УГКЦ.
- 1945 — Різня в Березці, винищення українського населення села Березка, здійснене польськими підрозділами Армії Крайової, Батальйонів хлопських та селянами-поляками з навколишніх сіл.
- 1945 — Третя армія США визволила нацистський концтабір Бухенвальд, контроль над яким вже захопили повсталі на той час в'язні.
- 1951 — Президентом США Труменом був звільнений керівник сил ООН в Кореї, генерал Макартур. На його місце призначений генерал-лейтенант Ріджвей.
- 1992 — Президенти Росії та України призупинили дію указів про передачу Чорноморського флоту під юрисдикцію своїх країн. Почались тривалі російсько-українські переговори про статус флоту і його дислокацію
- 2008 — вперше за історію незалежної України було визначено 100 великих українців. Відбулося це з 21:35 у прямому ефірі телеканалу «Інтер»
- 2014  — проросійськими бойовиками захоплено місто Слов'янськ Донецької області

## Народились
Див. також Категорія:Народились 11 квітня
- 146 — Септимій Север, римський імператор.
- 1492 — Маргарита Наваррська, королева Наварри, одна з перших французьких письменниць. Уславилась збіркою новел «Гептамерон» — «Історія про щасливих коханців». Їй також належать збірки віршів «Зерцало грішної душі» і «Перлини принцес».
- 1755 — Джеймс Паркінсон, англійський лікар, його іменем названа відома хвороба.
- 1772 — Мануель Хосе Кітана, іспанський прозаїк і поет, учасник Наполеонівських війн, Тіртей боротьби за незалежність Іспанії.
- 1862 — Вільям Воллес Кемпбелл, американський астроном.
- 1869 — Ґустав Віґеланд, норвезький скульптор, автор скульптур у Парку Фрогнер в Осло.
- 1894 — Еміль Кіо, артист цирку, ілюзіоніст.
- 1905 — Йожеф Атілла, угорський поет.
- 1908 — Масару Ібука, один із засновників японської компанії Sony.
- 1913 — Володимир Хоткевич, український вчений-фізик, фахівець в області фізики низьких температур, педагог, професор, ректор Харківського державного університету. Син Гната Хоткевича.
- 1935 — Нікола Кабіббо, італійський фізик.
- 1944 — Джон Міліус, американський кіносценарист («Апокаліпсис сьогодні», «Конан-Варвар», «Червоний світанок»)
- 1949 — Бернд Айхінгер, німецький кінорежисер і продюсер.
- 1953 — Ендрю Вайлс, британський математик, що довів велику теорему Ферма.
- 1958 — Ганна Гаврилець, українська композиторка, заслужений діяч мистецтв України.
- 1961 — Вінсент Галло, американський музикант, актор («Аризонська мрія», «Лос-Анджелес без карти», «Необхідне вбивство») і режисер («Баффало-66», «Бурий кролик»).
- 1964 — Войцех Плохарський, польський журналіст, автор, композитор, мандрівник.
- 1966 — Лайза Стенсфілд, англійська співачка, діва «білого соула».
- 1971 — Олівер Рідель, бас-гітарист німецької групи Rammstein.
- 1981 — Алессандра Амброзіо, бразильська супермодель.
- 1997 — Mélovin, український співак

## Померли

Леонід Биков

Див. Категорія:Померли 11 квітня
- 714 — Святий Ґутлак, англосаксонський святий та чудотворець 8-го століття
- 1079 — святий Станіслав зі Щепанова, краківський єпископ, вважається покровителем Польщі.
- 1514 — Донато Браманте, італійський архітектор епохи Відродження, основоположник римського класицизму XVI ст.
- 1597 — Северин Наливайко, лідер українських повстанців, страчений у Варшаві.
- 1722 — Джон Толанд, ірландський філософ.
- 1820 — Бенджамін Вест, англо-американський художник доби класицизму.
- 1880 — Теодор Гюден, французький художник-мариніст.
- 1884 — Жан-Батист Дюма, французький хімік.
- 1934 — Джон Кольєр, англійський художник, портретист, прерафаеліст.
- 1950 — Вацлав Ніжинський, танцівник і балетмейстер.
- 1979 — Леонід Биков, український актор, режисер і сценарист.
- 1985 — Енвер Ходжа, диктатор соціалістичної Албанії протягом 40 років.
- 1993 — Вацлав Дворжецький, актор театру і кіно.
- 2003 — Василь Барка, український письменник та перекладач.
- 2006 — Proof, репер, учасник гурту D12
- 2007 — Курт Воннеґут, американський письменник
- 2009 — Корін Тейядо, іспанська астурійська письменниця, авторка любовних романів